# Lucio Cinti

a Compétitions nationales et continentales officielles uniquement.

b Matchs officiels uniquement.
Dernière mise à jour le 12 janvier 2024.
Lucio Cinti, né le 23 février 2000 à La Plata (Argentine), est un joueur de rugby à XV et rugby à sept argentin. Il évolue aux postes de centre, ailier et arrière.

## Biographie

### Jeunesse et formation
Lucio Cinti commence à pratiquer le rugby lors de son enfance avec le club de La Plata RC, où a joué son père, dans sa ville natale,.
En 2018, il est sélectionné avec l'équipe d'Argentine des moins de 18 ans, entraînée par Lucas Borges, pour les épreuves de rugby à sept des Jeux olympiques de la jeunesse de 2018,. Il remporte la médaille d'or lors de la compétition, après une finale remportée face à la France à San Isidro.
En novembre 2018, Cinti est sélectionné pour la première fois avec l'équipe d'Argentine de rugby à sept par Santiago Gómez Cora pour disputer le tournoi de Dubaï, comptant pour la saison 2018-2019 des World Rugby Sevens Series. Il dispute un total de quatre tournois lors de la saison.
En 2019, il est sélectionné avec l'équipe d'Argentine de rugby à XV des moins de 20 ans pour disputer le championnat du monde junior, mais doit finalement déclarer forfait peu avant la compétition à cause d'une blessure au plexus brachial,.

### Début de carrière en Argentine (2019-2021)
Toujours en 2019, Lucio Cinti fait ses débuts avec l'équipe senior de La Plata dans le Tournoi de l'URBA,. Il joue cinq matchs lors de la saison, et inscrit deux essais.
En 2020, il fait son retour avec la sélection nationale à sept à l'occasion des tournois de Vancouver et de Los Angeles. Sa saison est cependant interrompue par la pandémie de Covid-19, qui écourte la compétition.
Plus tard la même année, il est sélectionné pour la première fois avec l'équipe d'Argentine de rugby à XV afin de préparer le Tri-nations 2020,. Il est aligné sur la feuille du match en tant que remplaçant le 14 novembre 2020 face à la Nouvelle-Zélande à Parramatta, mais n'entre pas en jeu.
L'année suivante, en l'absence des Sevens Series, il dispute des tournois de préparation avec sa sélection, dont celui de Madrid au mois de mars, que son équipe remporte,.
En 2021 également, il dispute également les Jeux olympiques de Tokyo. Lors de cette compétition, l'Argentine se qualifie pour les quarts de finale, après avoir terminée deuxième de sa poule, notamment grâce à une victoire surprise face à l'Australie. Lors du quart de finale, l'Argentine affronte l'Afrique du Sud, et se retrouve rapidement en difficulté après avoir été réduits à six, après le carton rouge de Gastón Revol (en). Les argentins parviennent toutefois à créer la surprise, et s'imposent 19 à 14. Les Pumas s'inclinent ensuite en demi-finale face aux Fidji, avant de parvenir à remporter la médaille de bronze grâce à leur victoire en petite finale contre la Grande-Bretagne.
Quelques jours après les Jeux olympiques, Cinti est à nouveau sélectionné avec l'équipe d'Argentine à XV afin de préparer le Rugby Championship 2021. Il obtient sa première sélection le 21 août 2021 contre l'Afrique du Sud à Port Elizabeth. Il joue quatre matchs lors de la compétition, dont trois titularisations au poste de deuxième centre.

### Arrivée en Angleterre et affirmation internationale (depuis 2021)
En octobre 2021, il s'engage avec le club anglais des London Irish, évoluant en Premiership. Il joue son premier match le 11 décembre 2021 contre la Section paloise en Challenge européen. En février 2023, il prolonge son contrat avec les London Irish. Cependant, son équipe est suspendue de toutes compétitions pour insolvabilité financière peu de temps après la fin de saison et il se retrouve alors sans club.
Peu de temps après son départ des London Irish, il s'engage avec leur rivaux londoniens des Saracens à compter de la saison 2023-2024.
En juin 2023, il fait partie du groupe de 48 joueurs retenus pour participer au Rugby Championship et pour préparer la Coupe du monde. Le 8 août 2023, il est annoncé au sein du groupe final de 33 joueurs retenu pour disputer le mondial en France. Il joue les sept matchs de son équipe, n'étant remplaçant que pour la rencontre face aux Samoa, devançant l'expérimenté Matías Moroni pour le poste de second centre.

## Palmarès

### En rugby à sept
- Médaille d'or aux Jeux olympiques de la jeunesse en 2018.

- Médaille de bronze aux Jeux olympiques 2020 (2021) à Tokyo.

## Statistiques en équipe nationale
Au 12 décembre 2024, Lucio Cinti compte 32 capes en équipe d'Argentine, dont 24 en tant que titulaire, depuis le 21 août 2021 contre l'équipe d'Afrique du Sud à Port Elizabeth.
Il participe à trois éditions du Rugby Championship, en 2021, 2022 et 2023. Il dispute onze rencontres dans cette compétition.